# Mauro Sérgio Viriato Mendes
Mauro Sérgio Viriato Mendes, noto semplicemente come Maurinho (Fernandópolis, 11 ottobre 1978), è un ex calciatore brasiliano, di ruolo difensore.